# Czapłynka
Czapłynka (ukr. Чаплинка) – osiedle typu miejskiego w obwodzie chersońskim Ukrainy. Do 2020 roku siedziba władz rejonu czaplińskiego.

## Historia
W 1989 liczyła 10 559 mieszkańców.
W 2013 liczyła 9 910 mieszkańców.
W Czapłynce urodzili się:
- Mykoła Kulisz (1892-1937) – ukraiński dramaturg
- Serhij Biłouszczenko (ur. 1981) – ukraiński wioślarz, brązowy medalista olimpijski (Ateny 2004)